# Sassy (batterista)
SASSY (Okinawa, 23 agosto 1984) è un batterista giapponese, noto per essere stato il fondatore, nonché leader, degli HIGH and MIGHTY COLOR.

## Biografia
SASSY iniziò a suonare la batteria da ragazzo, ispirato da batteristi come Lars Ulrich (Metallica). Nel 2000 frequenta il primo anno di liceo, e qui stringe una forte amicizia con MEG, con cui agli inizi del 2001 fondò la sua prima band, gli ANTI-NOBUNAGA (nel 2004 divenuti HIGH and MIGHTY COLOR). Agli inizi si trattava proprio di una cover band dei Metallica (band preferita dei due), ma poi il duo cominciò a comporre musica originale, spinti dall'ingresso di Mackaz, Kazuto e Yūsuke nel gruppo. Con questa formazione la band registrò il demo Decide nel 2003, che SASSY inviò a tutte le principali Major, fino ad ottenere un contratto con Sony Music, con cui la band raggiunse l'apice del successo.
Nel 2009 collaborò con gli abingdon boys school di T.M.Revolution, registrando la batteria per il singolo di successo Kimi no Uta (キミノウタ?), utilizzato come sigla d'apertura dell'anime Tokyo Magnitude 8.0. Questa collaborazione si ripeté l'anno successivo, registrando la batteria per una traccia del terzo album della band.
Dopo lo scioglimento della band nell'estate 2010, SASSY si unì agli LM.C per alcune date del tour promozionale dell'album Wonderful Wonderholic, per poi venire confermato e pubblicare con loro numerosi singoli. Sempre nel 2010 supportò gli ORANGE RANGE in alcune date. Nel 2011 fondò gli ANEMONE is HERE insieme a ASAMI (Guardian Hacker), ANGELO (Wistaria) e Y.O.U. (e:cho), con cui pubblicò il singolo Eternity il 13 luglio e l'EP 7 il 24 agosto. Sempre nel 2011 collaborò con la giovanissima idol nippo-americana Kylee Saunders, suonando la batteria nel brano BRAND NEW WAVE, pubblicato il 23 novembre 2011 nel suo album 17.
Nel 2016 collaborò nuovamente con gli ORANGE RANGE, registrando la batteria in un brano pubblicato nella raccolta En Ban.
Il 23 agosto 2017 fondò la band DracoVirgo insieme ad altri due ex-membri degli HaMC (mACKAz e Mākii), la quale debuttò il 26 febbraio 2018 col singolo KAIBUTSU.

## Discografia

### HIGH and MIGHTY COLOR
- 2005 – G∞VER
- 2006 – Gō on Progressive
- 2007 – San
- 2008 – ROCK PIT
- 2009 – swamp man

### LM.C
- 2012 – -STRONG POP-
- 2015 – Over the Fantasy, Under the Rainbow.
- 2016 – VEDA

### ANEMONE is HERE
EP
- 2011 – 7

Singoli
- 2011 – Eternity

### DracoVirgo
- 2018 – KAIBUTSU
- 2018 – Hanaichimonme
- 2018 – Amida no Ito (阿弥陀の糸?)

### Altre apparizioni
- abingdon boys school – Kimi no Uta (キミノウタ?) (2009)
- abingdon boys school – Teaching Materials (2009)
- abingdon boys school – Abingdon Road (2010)
- AA.VV. – BleCon 〜Bleach Concept Covers〜 (2010)
- AA.VV. – BleCon 〜Bleach Concept Covers〜 2 (2011)
- Kylee Saunders – 17 (2011)
- ORANGE RANGE – En Ban (2016)